# Michael Portillo
Michael Portillo est un homme politique et journaliste britannique né le 26 mai 1953 à Bushey, dans le Hertfordshire.
Fils de l'écrivain et politicien espagnol Luis Gabriel Portillo (en) réfugié au Royaume-Uni à la suite de Guerre d'Espagne et d'une mère écossaise Cora Blyth, originaire de Kirkcaldy, il est enregistré comme citoyen espagnol depuis l'âge de 4 ans. Son passeport espagnol porte ainsi le nom de Miguel Portillo Blyth selon le système traditionnel des noms espagnols.
Il étudie l'histoire au Peterhouse, de l'Université de Cambridge. Membre du Parti conservateur, il est élu à la Chambre des communes dans la circonscription londonienne d'Enfield Southgate lors d'une élection anticipée en 1984. Il succède à un autre député conservateur, Anthony Berry, tué lors de l'attentat de Brighton. Grand admirateur de Margaret Thatcher, il est nommé à des postes gouvernementaux subalternes, responsable de la Sécurité sociale en 1987, puis des Transports l'année suivante, avant d'occuper des charges plus élevées sous John Major : Secrétaire en chef du Trésor (1992-1994), Secrétaire d'État à l'Emploi (1994-1995) et enfin Secrétaire d'État à la Défense (1995-1997).
Considéré comme l'héritier de Thatcher par l'aile droite des conservateurs, Portillo choisit de ne pas se porter candidat à la direction du parti en 1995, laissant John Major être réélu. Deux ans plus tard, lors des élections générales de 1997, il est battu par le candidat travailliste Stephen Twigg dans sa circonscription d'Enfield Southgate, qui était pourtant considérée comme un bastion conservateur. Sa défaite symbolise le raz-de-marée électoral en faveur des travaillistes, qui remportent une majorité de 179 sièges à la Chambre des communes. L'expression « Portillo moment » est entrée dans le vocabulaire politique britannique pour désigner un changement drastique et inattendu.
Portillo retourne à la Chambre des communes en 1999 en remportant l'élection anticipée de Kensington and Chelsea, un bastion conservateur encore plus imprenable qu'Enfield Southgate. William Hague le nomme Chancelier de l'Échiquier de son cabinet fantôme l'année suivante. Il se présente à l'élection du leader du Parti conservateur en 2001, mais il est éliminé au terme du dernier tour préliminaire. Il prend sa retraite après les élections générales de 2005, auxquelles il ne se représente pas.

## Résultats électoraux

### Chambres des communes
| Élection          | Circonscription        | Parti | Parti        | Voix   | %    | Résultats |
| ----------------- | ---------------------- | ----- | ------------ | ------ | ---- | --------- |
| Générales de 1983 | Birmingham Perry Barr  |       | Conservateur | 19 659 | 38,2 | Échec     |
| Partielle de 1984 | Enfield Southgate      |       | Conservateur | 16 684 | 49,6 | Élu       |
| Générales de 1987 | Enfield Southgate      |       | Conservateur | 28 445 | 58,8 | Élu       |
| Générales de 1992 | Enfield Southgate      |       | Conservateur | 28 422 | 58,0 | Élu       |
| Générales de 1997 | Enfield Southgate      |       | Conservateur | 19 137 | 41,1 | Battu     |
| Partielle de 1999 | Kensington and Chelsea |       | Conservateur | 11 004 | 56,4 | Élu       |
| Générales de 2001 | Kensington and Chelsea |       | Conservateur | 15 270 | 54,5 | Élu       |